# Xyris culmenicola
Xyris culmenicola är en gräsväxtart som beskrevs av Julian Alfred Steyermark. Xyris culmenicola ingår i släktet Xyris och familjen Xyridaceae. Inga underarter finns listade i Catalogue of Life.